# Fénicie
Fénicie (z latinského Phoenice) neboli Foiníkie (z řeckého Φοινίκη Foiníké) bylo historické území Foiníčanů (Féničanů), mořeplavců a obchodníků semitského původu (podle jazykové skupiny) na východním pobřeží Středozemního moře, v místech dnešního Libanonu, Izraele a Sýrie. Jejími hranicemi bylo na západě pobřeží moře, na východě pohoří Libanon, na severu město Ugarit a na jihu město Akko. Působení Féničanů se neomezovalo jen na Fénicii, ale zakládali kolonie po celém jižním Středomoří a jejich dějiny končí de facto až roku 146 př. n. l., kdy nejdůležitější kolonii Kartágo porazili a zničili Římané.

## Etymologie
Řecký název souvisí se slovem foiníkis, které označovalo purpurovou barvu, kterou Foiníčané získávali z mořských plžů a barvili jimi látky. Stejného původu (z akkadštiny) je i starší označení Kanaán.

## Historie
Původní semitské obyvatelstvo (kanaánci, kananejci) osídlili oblast Kanaánu od počátku 3. tisíciletí př. n. l. a vytvořili zde městské státy. Podle Starého zákona na výšinách sídlili Amorejci, zatímco Kananejci na pobřeží a v údolí Jordánu. V 2. polovině 2. tisíciletí do oblasti přišli Aramejci, Izraelci a Pelištejci, další semitské kmeny, které kananejce vytlačily do pobřežního pásu. Zde se na kompaktním území zformovala svébytná kultura známá pod řeckým označením Foiníkie.
Fénicie však nebyla celistvým státem, spíše jakousi skupinou kulturně příbuzných měst (Byblos, Arad, Bérytos, Sidón, Týros), městských států, kterým vládli králové. Vůdčí úlohu hrálo město Sidón, později Týros (dnešní Súr). V 8. století př. n. l. ztratila Fénicie svoji nezávislost a byla pod nadvládou okolních říší, Asýrie, Novobabylonské a Perské říše.
Týros dobyl a zničil Alexander Veliký roku 332 př. n. l. a těžiště fénické kultury se přeneslo do Kartága, fénické kolonie, založené v 9. století př. n. l. Fénicie se dostala pod vládu Seleukovské říše a po jejím dobytí se stala součástí římské provincie Sýrie.

## Popis země
Fénicie byl úzký pruh země mezi Středozemním mořem a Libanonským pohořím, asi 220 km dlouhý a 15-20 km široký. Zasahovala z části i do Syrské vysočiny a v podstatě se kryje s územím dnešního Libanonu. Celé pobřeží má četné výběžky, kde se tvoří mysy se zátokami a celou zemi to dělí na řadu malých, dobře odvodněných a úrodných údolí. Dařilo se zde vinné révě, fíkům a moruším. Na stráních se nacházely šťavnaté pastviny, husté cedrové lesy, cypřišové háje, v horách byla hojná naleziště železné a měděné rudy, v moři spousta ryb a u pobřeží nachoví měkkýši (např. ostranka jaderská).

## Hospodářství
Féničané byli proslaveni jako zdatní řemeslníci, zejména těžbou a zpracováním cedrového dřeva, výrobou nachu (purpurového barviva) z mořských měkkýšů Haustellum brandaris a Hexaplex trunculus a také barvením látek. Rozvinuli výrobu skla, včetně čirého. Všechny tyto produkty byly velmi žádaným zbožím v Egyptě, v Řecku i po celém Středomoří. O obchodnících a řemeslnících ze Sidónu se několikrát zmiňuje Homér, o libanonských cedrech mluví bible na desítkách míst. Nejstarší zprávy o vývozu cedrového dřeva do Egypta jsou z roku 2750 př. n. l., o 300 let mladší jsou zprávy z Mezopotámie. Dřevo se užívalo ke stavbě lodí, k výzdobě chrámů a paláců i k výrobě luxusního nábytku. Z původních asi půl milionu hektarů cedrových lesů však zbylo už za Alexandra Velikého velmi málo a dodnes jen asi 2000 ha.

## Kultura
Nejvýznamnějším fénickým kulturním činem bylo vytvoření fénického písma, prvního souhláskového písma o 22 znacích, které se stalo základem pro řeckou i latinskou abecedu. Z fénické literatury se bohužel nic nedochovalo a jazyk je znám jen z nápisů, mincí a citátů u římských autorů.

## Kolonie a mořeplavba
Féničané si vytvořili systém námořních cest a od 11. století i kolonií (šlo zejména o obchodní osady, přístavy, kotviště a opěrné body) na Kypru, ostrovech Egejského moře, Maltě, Sicílii, Sardinii, na jihu Iberského poloostrova a na severním pobřeží Afriky až po Tanger v Maroku. Nejvýznamnější kolonií bylo Kartágo, založené v 9. století př. n. l. Podle Hérodota měli dokonce Féničané z pověření faraona Neka II. kolem roku 600 př. n. l. obeplout z Rudého moře celou Afriku a vrátit se do Středozemního moře Gibraltarským průlivem. Při obeplouvání jižního cípu Afriky, dnešního mysu Dobré naděje prý viděli slunce na pravé straně, to znamená na severu. Tento údaj byl příčinou toho, že Hérodotos i jiní antičtí historikové zprávě nevěřili, pro dnešní historiky však toto tvrzení představuje důkaz, že se Féničané octli opravdu až na jihu Afriky a pokračovali do Guinejského zálivu. Je téže známo, že se dostali až k břehům britských ostrovů a na Azory.